# توماس بورينيتش
توماس بورينيتش (بالألمانية: Thomas Borenitsch)‏ (19 ديسمبر 1980 بآيزنشتات في النمسا - ) هو لاعب كرة قدم نمساوي في مركز حراسة المرمى. لعب مع نادي ماترسبرغ.

## وصلات خارجية
- توماس بورينيتش على موقع قاعدة بيانات كرة القدم.إي يو (الإنجليزية)
- توماس بورينيتش على موقع Soccerway.com (الإنجليزية)
- توماس بورينيتش على موقع عالم كرة القدم.نت (الإنجليزية)